# El Barco de Ávila (kommun)
El Barco de Ávila är en kommun i Spanien. Den ligger i provinsen Ávila i den autonoma regionen Kastilien och León i centrala delen av landet, 150 km väster om huvudstaden Madrid. Antalet invånare är 2 297 (2024).